# فاتيك (الواثق)
فاتيك (الواثق)، حكاية عربية أو تاريخ الخليفة الواثق، هي رواية قوطية من كتابة وليام بيكفورد. كتبها بيكفورد بالفرنسية في بدايات عام 1782، ثم ترجمها القس صموئيل هينلي إلى الإنجليزية، نُشِرتْ لأول مرة سنة 1786 دون اسم المؤلف بيكفورد بوصفها حكايةً ذات أصول عربية مأخوذة من مخطوطة غير منشورة، وقد ادعى ترجمتها مباشرةً من العربية. نُشرت الطبعة الفرنسية الأولى بعنوان الواثق فقط، في ديسمبر 1786، تأجل نشرها حتى عام 1787. في القرن العشرين، أُصدِرت نسخة من القصة على شكل عدة حلقات بعنوان (Vathek et ses épisodes) أي الواثق وحلقاته، وهي ثلاث حكايات متصلة أراد بيكفورد دمجها على هذا النحو، لكنها حُذفت من النسخة الأصلية ونشرت منفصلةً بعد وفاته بفترة طويلة.

## مقدمة الحبكة
استوحت قصة الواثق من هوس القرن الثامن عشر وأوائل القرن التاسع عشر بكل ما هو شرقي، الذي استلهمه من ترجمة أنطوان غالان لألف ليلة وليلة، أعيد ترجمتها إلى الإنجليزية عام 1708. تأثر بيكفورد أيضًا بأعمال مماثلة للكاتب الفرنسي فولتير. تمكن بفضل أصالته من الجمع بين العناصر الشرقية الشهيرة والنماذج القوطية لقلعة أوترانتو (1764) لهوراس والبول. جاءت النتيجة بالتوازي مع رواية والبول ورواية فرانكنشتاين لماري شيلي (1818) في المرتبة الأولى في تصنيف الروايات القوطية المبكرة.

## الوصف
كتب ويليام بيكفورد الواثق بالفرنسية عام 1782، عندما كان يبلغ من العمر 21 عامًا فقط. قيل إن الواثق قد كُتِبت ردًا عاطفيًا على الأحداث التي وقعت في فونتيل في عيد الميلاد عام 1781، عندما كان قد أعد احتفالًا مُرفهًا مستوحى من الشرق داخل منزله الذي كان عقارًا ريفيًا فخمًا وذلك بمساعدة الرسام الشهير ومصمم الديكور فيليب جيمس دي لوثيربورغ.
. قال بيكفورد إن الأمر استغرق يومين إلى ثلاثة أيام والليالي الفاصلة لكتابة الكتاب بأكمله.
كتب الواثق في الوقت الذي تأثر فيه جزء من الثقافة الأوروبية بالاستشراق. إذ إن الرواية حكاية عربية بسبب البيئة والشخصيات الشرقية وتصوير الثقافات والمجتمعات والأساطير الشرقية. الواثق هي أيضًا رواية قوطية بتركيزها على ما هو خارق للطبيعة والأشباح والأرواح، إضافةً إلى الرعب الذي تحاول إثارته في نفس القارئ.
شخصية الكتاب الرئيسية التي تمثل العنوان أيضًا مستوحاة من الواثق، ابن المعتصم بالله، الخليفة العباسي الذي حكم بين الأعوام 842-847م، 227-232 بالتقويم الهجري، الذي كان متعطشًا جدًا للمعرفة. وأصبح راعيًا عظيمًا للعلماء والفنانين. خلال فترة حكمه، اندلعت العديد من الثورات التي قمعها بقوة. توفي بسبب الحمى في 10 أغسطس 847.
استخدم الكاتب راويًا بضمير الغائب كي يتمكن من سرد قصة الواثق، الراوي الذي يعرف كل شي. مع أن الرواية تصلح للتقسيم إلى عدة فصول، فإنها مكتوبة بشكل مخطوطة واحدة كاملة دون توقف.

## الشخصيات

### كاراثيس
والدة الواثق. امرأة يونانية خبيرة في العلوم وبالأخص علم التنجيم والسحر الخفي. تعلم الواثق منها كل مهاراتها، وتقنعه بالشروع في سعيه للحصول على السلطة ما يؤدي في النهاية إلى إدانته ولعنه. عند وصولها إلى الجحيم، تهرع كاراثيس وهي في حالة فوضى عارمة، وتستكشف القصر وأسراره الخفية، بل تحاول تنظيم انقلاب. ومع ذلك، وفي النهاية تُحاكم وتُعاقب، وعندها فقط تشعر بحجم خطيئتها المرتكبة.

### الواثق
الخليفة التاسع العباسي، الذي اعتلى العرش في سن مبكرة. كانت شخصيته مبهجة ومهيبة، لكن عند الغضب، تصبح عيناه مرعبتين لدرجة أن «البائس الذي يسقط نظره عليه أولًا يسقط ميتًا في أغلب الأحيان». كان مدمنًا على النساء والملذات، فأمر ببناء خمسة قصور، المعروفة بقصور الحواس الخمس. مع أنه كان رجلًا غريب الأطوار، تعلم العلوم والفيزياء وعلم التنجيم. خطيئته الرئيسية كانت شراهته وتعطشه لأمور لم تكن من حقه مما مهد طريقه إلى اللعن.

### جعور
اسمه يعني الكفر. يدعي أنه تاجر هندي، لكنه في الواقع جني يعمل لحساب الشيطان. يرشد الواثق ويعطيه تعليمات عن كيفية الوصول إلى قصر النار.

### الأمير فكر الدين
مضيف الواثق في أسفاره، يمنح الواثق مكانًا للإقامة والراحة. يُعرف عنه أنه شديد التدين.

### نورونيهار
ابنة الأمير فكر الدين، فتاة جميلة مخطوبة لغولشنروز، تنضم إلى الواثق في طريقه إلى اللعنة.

### غولشنروز
شاب جميل بملامح أنثوية. ابن شقيق الأمير فكر الدين. بسبب براءته وطيبته، يُنقذ من يدي كاراثيس ويُسمح له بالعيش في شباب أبدي في قصر فوق السحاب.

### موراكان آباد
وزير الواثق المخلص الساذج.

### ديلارا
زوجة الواثق المفضلة.